# 西伏屋
西伏屋（にしふしや）は、愛知県名古屋市中川区にある町名。現行行政地名は西伏屋一丁目から西伏屋三丁目。住居表示未実施。

## 地理
名古屋市中川区の西部に位置し、新川を挟んで東は伏屋、西は東春田、南は富田町大字榎津、北は吉津に接する。

## 歴史

### 沿革
- 1985年（昭和60年）12月1日 - 中川区富田町大字伏屋の一部より同区西伏屋一～二丁目が、富田町大字伏屋・榎津の各一部より西伏屋三丁目が成立[1]。
- 1989年（平成元年）10月8日 - 富田町大字伏屋・長須賀の各一部を一丁目へ編入[1]。

## 世帯数と人口
2019年（平成31年）2月1日現在の世帯数と人口は以下の通りである。
| 丁目         | 世帯数  | 人口    |
| ------------ | ------- | ------- |
| 西伏屋一丁目 | 262世帯 | 549人   |
| 西伏屋二丁目 | 283世帯 | 644人   |
| 西伏屋三丁目 | 446世帯 | 957人   |
| 計           | 991世帯 | 2,150人 |

## 学区
市立小・中学校に通う場合、学校等は以下の通りとなる。また、公立高等学校に通う場合の学区は以下の通りとなる。
| 丁目         | 番・番地等 | 小学校               | 中学校               | 高等学校 |
| ------------ | ---------- | -------------------- | -------------------- | -------- |
| 西伏屋一丁目 | 全域       | 名古屋市立春田小学校 | 名古屋市立富田中学校 | 尾張学区 |
| 西伏屋二丁目 | 全域       | 名古屋市立春田小学校 | 名古屋市立富田中学校 | 尾張学区 |
| 西伏屋三丁目 | 全域       | 名古屋市立春田小学校 | 名古屋市立富田中学校 | 尾張学区 |

## 交通
- 愛知県道59号名古屋中環状線

## 施設
- 県営伏屋第一住宅
- 県営伏屋第二住宅

## その他

### 日本郵便
- 郵便番号 : 454-0982[3]（集配局：中川郵便局[8]）。